# Jordyn Poulter
Jordyn Ashley Poulter (geb. 31. Juli 1997 in Naperville, Illinois, USA) ist eine US-amerikanische Volleyballspielerin auf der Position einer Zuspielerin.

## Karriere
Bereits 2013 trat Poulter für die Volleyball-Nachwuchsteams der USA an und gewann mit dem U-18-Team Silber bei der Weltmeisterschaft. Ihre Karriere setzte sie während ihres Universitätsstudiums (Medien- und Filmwissenschaften) beim Team der University of Illinois fort.
Seit 2018 spielt Poulter für die Volleyballnationalmannschaft der USA. Anfang 2019 wechselte sie in die italienische Serie A zu Chieri '76 Volleyball. Im selben Jahr gewann sie mit dem US-Team die Nations League. 2020 wechselte sie innerhalb der italienischen Liga zum Team Yamamay Busto Arsizio.
Im Jahr 2021 gewann Poulter erneut mit dem US-Team zunächst die Volleyball Nations League. Wenige Wochen später holte sie die Goldmedaille bei den in Tokio ausgetragenen Olympischen Spielen. Bei beiden Turnieren wurde sie als beste Zuspielerin des Turniers ausgezeichnet.
Bei den Olympischen Spielen 2024 gewann sie die Silbermedaille.